# 金城学園白山美術館
金城学園白山美術館（きんじょうがくえんはくさんびじゅつかん）は、石川県白山市河内町吉岡東にある美術館。金城大学短期大学部が運営。学生の卒業制作展のほか、様々な企画展覧会を行なっている。

## 沿革
2005年 - 金城大学短期大学部美術学科が中心となり、金城学園白山美術館を開館する。

## 施設
- 入館料: 無料。
- 休館日: 火曜日。ただし各展示会毎に休館日が変更になる場合がある。
- 一般の見学も可能。